# Peter O’Donnel
Peter Joseph O'Donnell  (28 februari 1939 - 9 januari 2008) was een Australisch zeiler.
O’Donnel won tijdens de Olympische Zomerspelen 1964 de gouden medaille in de 5,5 meter klasse. Dit was de eerste keer dat Australië een gouden medaille won bij het zeilen.

## Olympische Zomerspelen
| Jaar | Plaats | Resultaten       |
| ---- | ------ | ---------------- |
| 1964 | Tokio  | 5,5 meter klasse |

1952: Britton Chance / Michael Schoettle / Edgar White / Sumner White
1956: Hjalmar Karlsson / Sture Stork / Lars Thörn
1960: George O’Day / Jim Hunt / Dave Smith
1964: Bill Northam / Peter O’Donnel / James Sargeant
1968: Jörgen Sundelin / Peter Sundelin / Ulf Sundelin